# Lac Wayagamac
Lac Wayagamac är en sjö i Kanada.   Den ligger i regionen Mauricie och provinsen Québec, i den sydöstra delen av landet, 300 km nordost om huvudstaden Ottawa. Lac Wayagamac ligger 268 meter över havet. Arean är 24,0 kvadratkilometer. Den sträcker sig 8,3 kilometer i nord-sydlig riktning, och 8,8 kilometer i öst-västlig riktning.
I omgivningarna runt Lac Wayagamac växer i huvudsak blandskog. Trakten runt Lac Wayagamac är nära nog obefolkad, med mindre än två invånare per kvadratkilometer.